# Lincoln (Regno Unito)

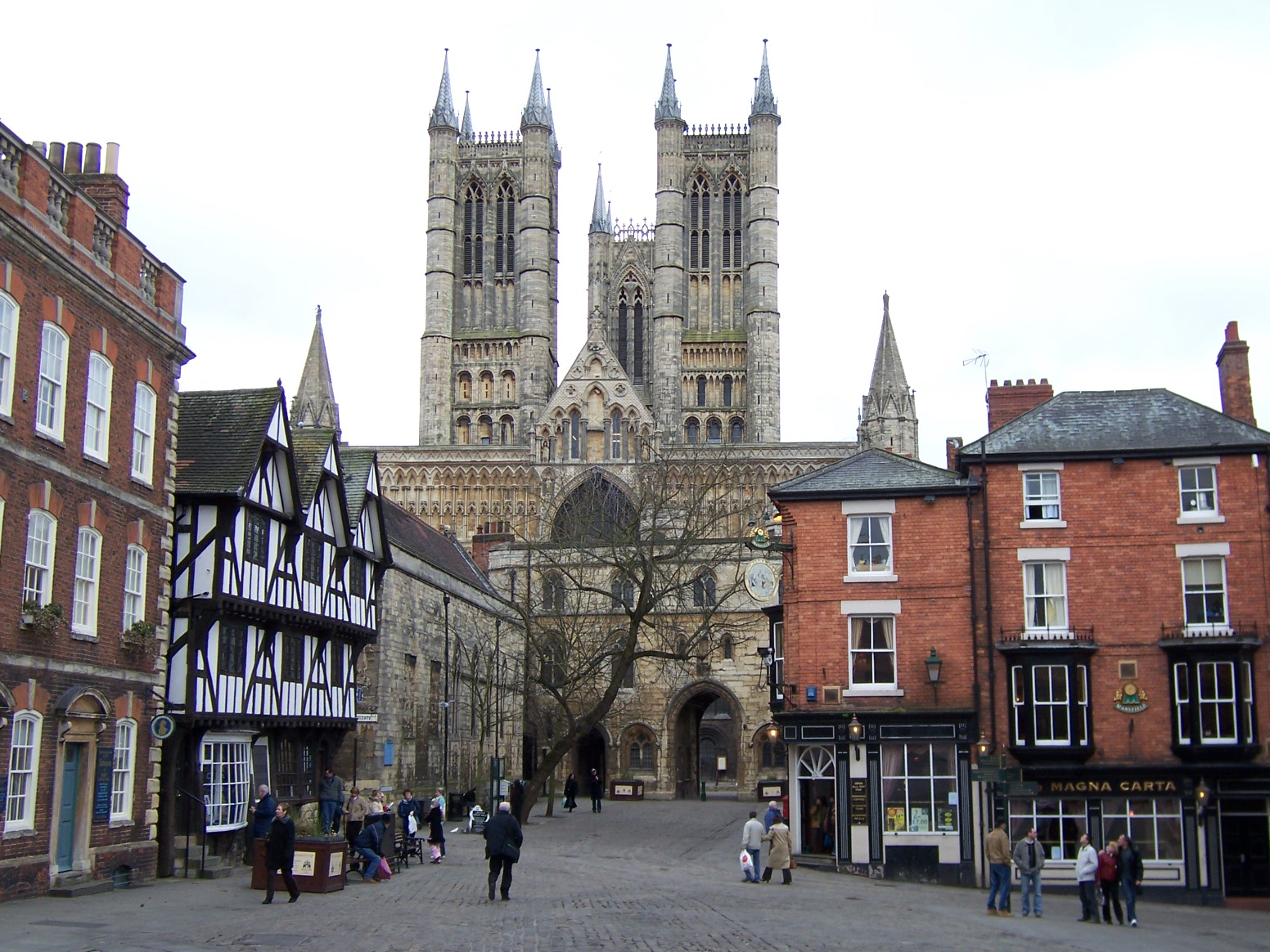
La cattedrale di Lincoln

Lincoln è una città e un distretto con status di city del Regno Unito, capoluogo della contea inglese del Lincolnshire.
Il territorio di Lincoln è stato teatro, durante il medioevo, di importanti battaglie, quali la prima e la seconda battaglia di Lincoln.

## Geografia
Lincoln sorge lungo le rive del fiume Witham ed è situata a 253 km a nord di Londra e a 51 km a nord-est di Nottingham.

## Storia

### Storia antica
I Romani conquistarono questa parte della Britannia nel 48 d.C. e poco dopo costruirono una fortezza legionaria su una collina che domina il lago naturale formato dall'ampliamento del fiume Witham (l'attuale Brayford Pool) e all'estremità settentrionale della strada romana Fosse Way. Il nome celtico di Lindon fu successivamente latinizzato in Lindum, e ottenne il titolo di Colonia quando fu convertito in un insediamento per veterani dell'esercito.

### Il XX secolo
Durante le guerre mondiali Lincoln ha virato la sua industria sulla produzione bellica. Durante la prima guerra mondiale la William Foster & Co ha disegnato e costruito i primi carri armati usati dall'esercito inglese.
Durante la seconda guerra mondiale, Lincoln produsse una vasta gamma di materiale bellico, da carri armati, aerei, munizioni e veicoli militari. Il Lincolnshire era stato inoltre soprannominato la "contea dei bombardieri" a causa del fatto che fossero presenti molti campi di volo del Bomber Command.

## Monumenti e luoghi di interesse
- Cattedrale di Lincoln, rappresenta uno dei massimi esempi di gotico inglese, fu costruita verso la fine dell'XI secolo e rifatta sul finire di quello successivo.
- Castello di Lincoln, costruito nel 1068 da Guglielmo il Conquistatore.
- Newport's Arch, del II secolo, una delle poche vestigia visibili della Lindum romana.
- Stonebow, porta cittadina del XV secolo, sede della gilda (Guildhall).
- Highbridge, del XIV secolo, sul fiume Witham.
- Chiesa di St Mary-le-Wigford
- Chiesa di St Mary's Guildhall
- Chiesa di St Peter-at-Gowts

Nel gennaio del 2018 ha aperto al pubblico l'International Bomber Command Centre. Un museo e memoriale sull'impatto storico del Bomber Command durante la Seconda guerra mondiale.

## Cultura

### Istruzione
Lincoln possiede due istituti di istruzione superiore. Il più antico è l'Università vescovile Grosseteste, nata nel 1862 come college di formazione per insegnanti della Chiesa Anglicana. Dopo essersi specializzata negli anni '90 del Novecento in Arti e Drammaturgia è diventata un'università nel 2013..
La più grande e nota Università di Lincoln inizia la sua vita nel 1996 come campus della University of Lincolnshire and Humberside. Dal 2001, in seguito alla costruzione di un nuovo campus, ha cambiato nome e sede ed è diventata l'Università di Lincoln. L'ateneo ha scalato molte posizioni nelle classifiche risultando una delle 30 università del Regno Unito.

## Sport
La città è sede di una società di calcio, il Lincoln City, il cui massimo livello raggiunto fu la Football League One che raggiunse nel 2019. La società gioca le partite casalinghe al Sincil Bank.
Era inoltre sede, fino al 2013, della Lincoln Ladies, società di calcio femminile che partecipava stabilmente alla FA Women's Premier League Northern Division, terzo livello del campionato inglese femminile di calcio. Dal 2014 la società si è trasferita a Nottingham e con la nuova denominazione Notts County Ladies Football Club ha partecipato per 3 stagioni consecutive alla FA Women's Super League 1, fino al 2017, anno in cui il Notts County ha sciolto la sua sezione femminile a causa di problemi economici e ha ritirato la sua partecipazione al campionato.

## Amministrazione

### Gemellaggi
- Port Lincoln
- Tangshan
- Neustadt an der Weinstraße
- Radomsko